# Jimmy Ashcroft
Pour les articles homonymes, voir Ashcroft (homonymie).
Jimmy Ashcroft, né le 12 septembre 1878 à Liverpool (Angleterre), mort le 9 avril 1943, était un footballeur anglais, qui évoluait au poste de gardien de but à Woolwich Arsenal et en équipe d'Angleterre.
Ashcroft n'a marqué aucun but lors de ses trois sélections avec l'équipe d'Angleterre en 1906.

## Carrière
- 1897-1899 : Everton FC
- 1899-1900 : Gravesend United
- 1900-1908 : Woolwich Arsenal
- 1908-1913 : Blackburn Rovers
- 1913-1915 : Tranmere Rovers

## Palmarès

### En équipe nationale
- 3 sélections et 0 but avec l'équipe d'Angleterre entre 1906.